# ミセス・チッピー

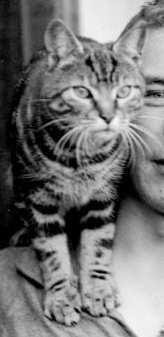
ミセス・チッピー

ミセス・チッピー（Mrs. Chippy、? - 1915年10月30日）は、アーネスト・シャクルトン率いる1914-17年の帝国南極横断探検隊の飼い猫として南極へ行った「雄」ネコである。遠征隊の船エンデュアランス号が氷に破壊された時に、ソリを引くイヌ数頭とともに射殺された。

## 生涯
トラネコのミセス・チッピーは、「チッピー（Chippy）」のニックネームを持つ船大工ハリー・マクニッシュが船乗り猫としてエンデュアランス号へ乗せたものである。南極へ向けた出港から1か月後、本当は雄であることが判明したが、その時にはミセス・チッピーの名前が定着していた。ミセス・チッピーは遠征隊員に「個性的」と評されており、荒れた海の中でさえもインチ幅の船のへりを歩く才能は隊員の印象に残った。エンデュアランス号が破壊された後、ミセス・チッピーと5頭のイヌを殺すことがシャクルトンにより決定された。彼は1915年10月29日の日記にこう記している。
今日午後、サリーの3頭の子犬とスーの子のシリウス、そして船大工の猫ミセス・チッピーを射殺しなければならなくなった。新たな状況の下では弱った生き物の世話をすることはできない。マクリン、クリーン、船大工は友達を失って悲しそうに見える。
マクニッシュは特にミセス・チッピーに愛着を持っており、シャクルトンにより射殺されたことを晩年まで恨んでいた。彼は遠征の間、シャクルトンと衝突し、隊が脱出するためのボートを建造し、少なからず不屈の精神や勇気を示したにもかかわらず、過去の反抗もあり、隊員のほとんどが受賞した極地メダルへの推薦を拒否された。2004年には、マクニッシュの墓に、彼の遠征における活躍を表彰して、実物大のミセス・チッピーの銅像がニュージーランド南極協会により置かれた。2011年2月、ミセス・チッピーの郵便切手が作られた。この切手はサウスジョージア・サウスサンドウィッチ諸島で発行されている。

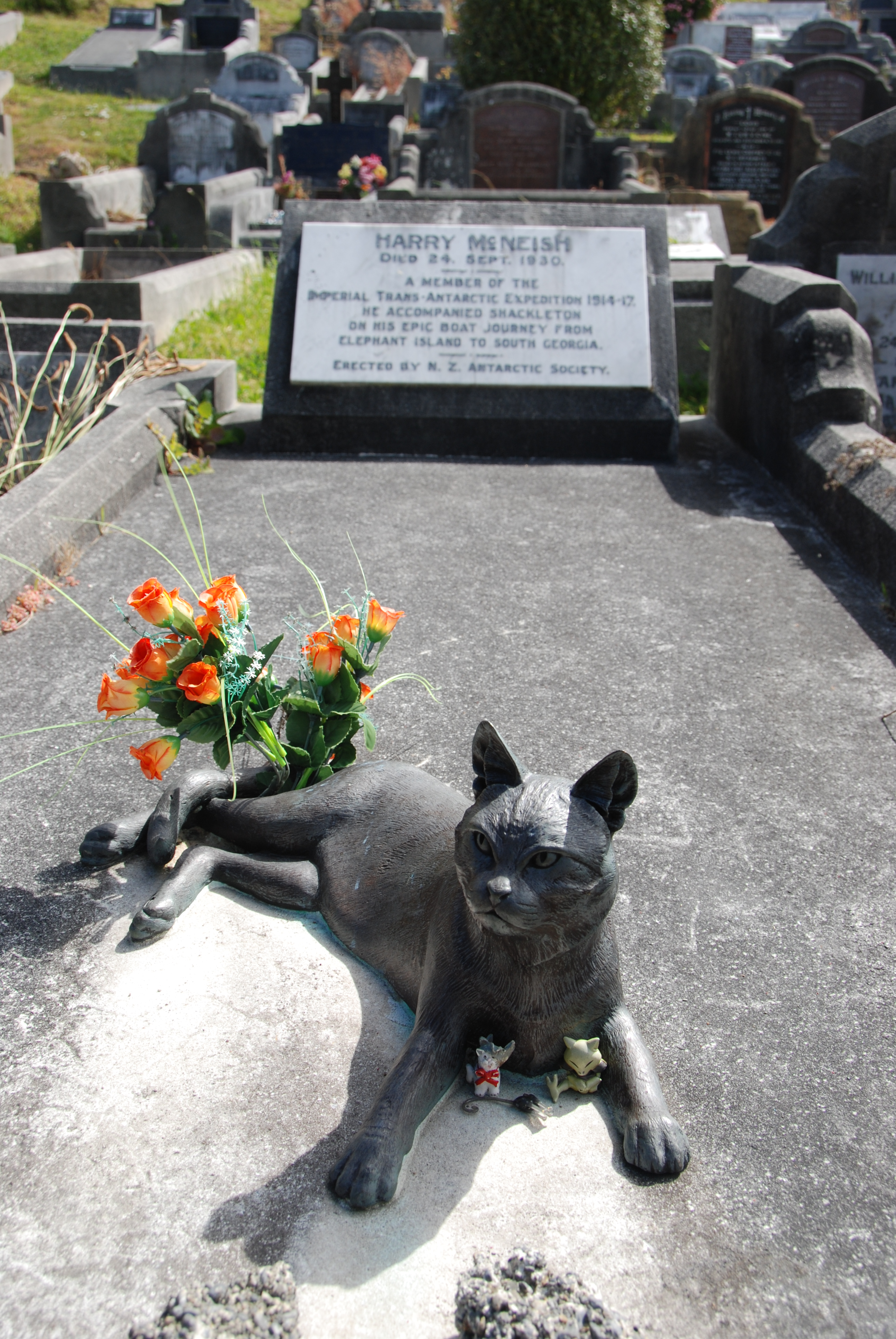
カロリ墓地にあるハリー・マクニッシュの墓に、ニュージーランド南極協会により置かれたミセス・チッピーの銅像

## 文化への影響

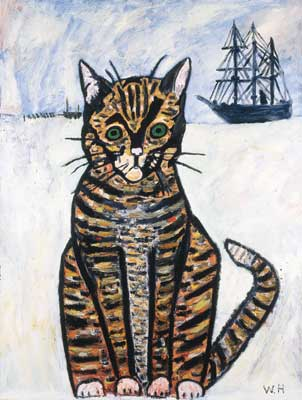
ウォルフ・ハワード作「Mrs Chippy」

ウォルフ・ハワードは、救出の小型ボートを送りだす隊員と、氷に閉じ込められているエンデュアランス号を背景に、「射殺されようとしている」猫の絵「Mrs Chippy」を描いた。この絵は、2004年のリバプール・バイエニアルの期間中、ウォーカー・アート・ギャラリーで行われた「ザ・スタッキスツ・パンク・ビクトリアン」で展示された。